# Lenny White
Lenny White (* 19. prosince 1949 New York) je americký bubeník. Počátkem sedmdesátých let hrál ve skupině Azteca a v letech 1973–1976 a znovu v letech 1983, 2008 a od roku 2010 dodnes působí ve skupině Return to Forever. Koncem osmdesátých let byl členem kapely Jamaica Boys. Vydal také několik sólových alb; v roce 2004 vydal album Tribute to Earth, Wind and Fire na kterém předělal skladby skupiny Earth, Wind & Fire. Rovněž spolupracoval s dalšími hudebníky, mezi něž patří Marcus Miller, Chaka Khan, Joe Henderson, Freddie Hubbard a v roce 1969 hrál na albu Bitches Brew trumpetisty Milese Davise.